# Australes (banda)
Australes es una banda chilena de pop rock formada en septiembre de 2013. La formación actual está integrada por el vocalista Víctor Araneda, el bajista Fabián Cornejo, el guitarrista Nicolás Carvallo y el baterista Víctor Pizarro.

## Historia

### 2013–2018: Formación y primer álbum
Víctor Araneda formó parte del power trio Polaroyd desde 2002, publicando los EP Saber oír y Vida, además de su primer álbum de estudio en 2007, Agrisú. Con su sonido pop rock empezaron a ganar reconocimiento en Ecuador, recibiendo cobertura de diarios y radios locales, teniendo tres conciertos seguidos. Luego de la publicación de Panóptico en 2011, la banda tuvo una separación silenciosa al año siguiente.
Debido a esto, Araneda comenzó un nuevo proyecto musical a mediados de 2013, inicialmente todo de manera secreta tras salas de sesiones, influenciado en primera instancia por artistas como Bon Iver, Gustavo Cerati, Wild Nothing, Damien Rice, City and Colour, Angus & Julia Stone, entre otros. El proyecto secreto, formado por Fabián Cornejo y Felipe Vernon en un inicio, fue sumado Nicolás Carvallo como guitarrista en febrero de 2014. Con este impulso, decidieron grabar su primer single  «Esclavo». El otro sencillo, «Cálido», fue grabado con la participación de Karina Jáuregui de Azolar.A mediados de 2015 Esteban Hernández hace ingreso en los teclados. 
En enero de 2016, ahora como quinteto, estrenaron su tercer sencillo «Salir corriendo». En marzo del mismo año, Felipe Vernon fue desvinculado de la banda, siendo reemplazado de manera temporal por Jona Hernández, hermano de Esteban. Las baterías grabadas provinieron desde Chillán, mientras el resto del material fue recibido de manera positiva por la banda en su «sonoridad, interpretaciones y ejecución». A comienzos de 2017, Víctor Pizarro hace ingreso oficial en batería, puliendo los últimos detalles de su álbum debut. En octubre, fue presentado «Todo Abril» como su cuarto sencillo promocional, mientras terminaban sus últimos detalles de producción. Su primer material como banda, A la mitad del norte, fue publicado el 10 de febrero de 2018 de manera oficial en plataformas digitales. Un concierto promocional fue dado en la Sala Master de la Radio Universidad de Chile el 10 de marzo, donde fueron teloneros su banda amiga Azolar. En mayo, presentaron el vídeo musical de su quinto sencillo promocional, «Mover». Además de unos shows regionales, la banda anunciaba sus planes de presentar el álbum en México.

### 2019–presente:Viajes temporales
La banda estuvo presente en el Pirque Vegan Fest 2019, junto a otros músicos como Camila Moreno. Durante mayo, tuvieron una gira en el país mexicano, incluyendo unos conciertos en Ciudad de México. A comienzos de 2020, tuvieron que suspender temporalmente las grabaciones de su segundo álbum, debido a la pandemia mundial por COVID-19. Como un avance, fue estrenado «Ven» a mediados de 2020, mostrando un mayor uso de guitarras eléctricas y con letras sobre la incertidumbre. Una remezcla electrónica de «Turbulencia», nombrado «Mátame», fue publicado meses después. Fue producido, grabado y mezclado por el guitarrista Nicolás Carvallo, notando que la propuesta inicial comenzó como un juego musical que empezó a ganar seriedad.
A comienzos de 2021, realizaron un concierto virtual presente en el Festival Kuntur, ubicado en las cercanías del Cajón del Maipo, donde presentaron sus nuevas canciones junto al repertorio de su álbum debut. Las grabaciones para su segundo álbum fueron lentas, siendo postergadas por los efectos colaterales de la pandemia y los proyectos paralelos de los miembros, incluyendo un álbum solitario de Nicolás Carvallo (Los muertos pueden gritar) y una reunión de Polaroyd a finales de 2022. Un nuevo sencillo, «Escamas», fue estrenado en enero junto a su vídeo musical dirigido por Leonardo Vásquez Lemus. Junto con la canción, especificaron que su álbum postergado Viajes temporales, contiene una mayor crudeza en su sonido pop rock, fungiendo una mayor sonoridad comparado a su material previo. En julio fue presentado «Vulnerables», el cual tuvo un vídeo musical en las localidades de Rock Store, en la comuna de Paine. En octubre fue estrenado «Niebla», grabado en los estudios Pulsar, combinando letras introspectivas con elementos de rock y electrónica.
Viajes temporales fue publicado el 29 de marzo de 2024 con doce canciones y las colaboraciones de Consuelo Lillo de la banda Piedraluz en «Un cuarto» y «En el vacío». Detallando algunos procesos creativos, Araneda especifica que los demos se formaron a finales de 2019, notando una mayor dinámica entre todos los miembros al momento de crear letras y componer musicalmente.
En marzo de 2025, después de diez años de trayectoria, Esteban Hernández deja la banda por motivos personales, convirtiendo a Australes en cuarteto.  

## Miembros
| Formación actual - Víctor Araneda – voz principal, guitarra electroacústica (2013-presente) - Fabián Cornejo – bajo eléctrico (2013-presente) - Nicolás Carvallo – guitarra eléctrica, flauta traversa, coros (2014-presente) - Víctor Pizarro – batería (2017-presente) | Miembros anteriores - Felipe Vernon – batería (2013-2016) - Esteban “Tico” Hernández – teclados, coros (2015-2025) Músicos de apoyo - Freddy Benavente – batería (2016) - Jona Hernández – batería (2016-2017) |

## Discografía
- 2018: A la mitad del norte
- 2024: Viajes temporales